# 小行星8890
小行星8890（英語：8890 Montaigne）是一颗围绕太阳公转的小行星。1994年8月10日，艾瑞克·怀特·埃尔斯特在拉西拉天文台发现了此天体。
这颗小行星的绝对星等为345.13883等。